# Lista dos 100 arremessadores da MLB com mais derrotas

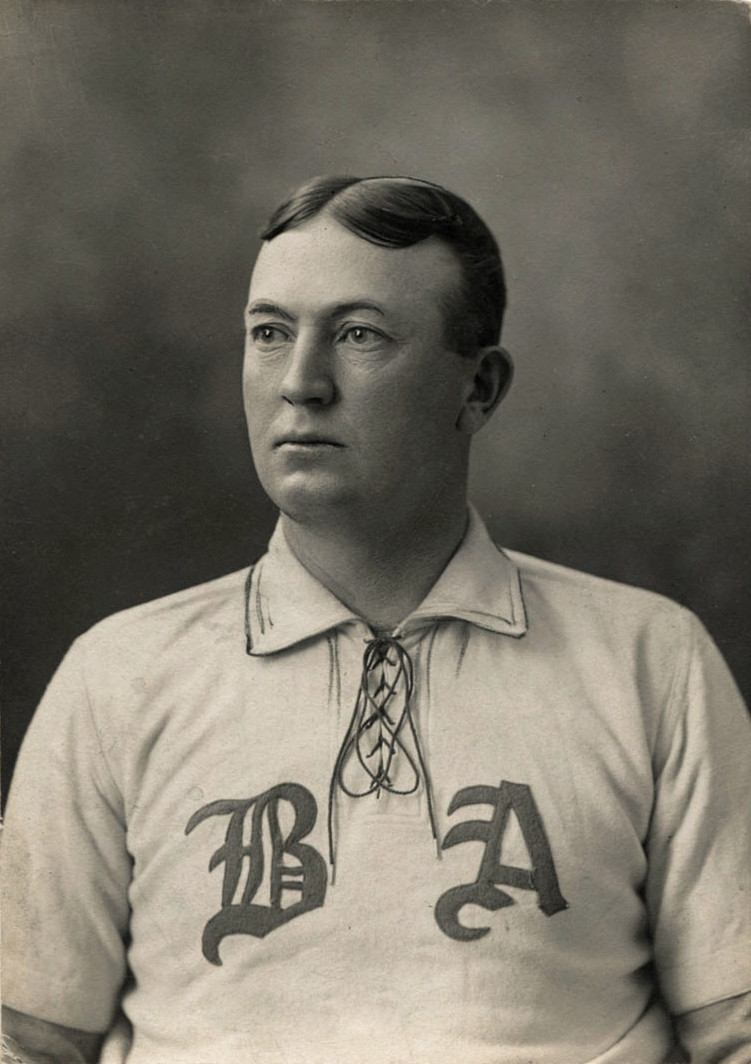
Cy Young, o líder de todos os tempos em jogos perdidos.

Esta é uma lista dos 100 arremessadores da Major League Baseball (MLB) com mais  derrotas na carreira. No beisebol, uma derrota é creditada ao arremessador do time perdedor que permitiu a corrida de liderança ao time adversário, chamado em inglês de "go-ahead run".
Cy Young detém o recorde da MLB com maior número de derrotas com 316; Pud Galvin é o segundo com 308. Young e Galvin são os únicos jogadores com 300 ou mais derrotas.

## Campo
| Posição | Posição entre os jogadores líderes em jogos perdidos. Espaço em branco indica um empate. |
| Jogador | Nome do jogador                                                                          |
| JP      | Total de jogos perdidos na carreira                                                      |
| *       | Denota eleito para o National Baseball Hall of Fame.                                     |

## Lista
| Posição | Jogador                      | JP  |
| ------- | ---------------------------- | --- |
| 1       | Cy Young *                   | 316 |
| 2       | Pud Galvin *                 | 308 |
| 3       | Nolan Ryan *                 | 292 |
| 4       | Walter Johnson *             | 279 |
| 5       | Phil Niekro *                | 274 |
| 6       | Gaylord Perry *              | 265 |
| 7       | Don Sutton *                 | 256 |
| 8       | Jack Powell                  | 254 |
| 9       | Eppa Rixey *                 | 251 |
| 10      | Bert Blyleven *              | 250 |
| 11      | Bobby Mathews                | 248 |
| 12      | Robin Roberts *              | 245 |
|         | Warren Spahn *               | 245 |
| 14      | Steve Carlton *              | 244 |
|         | Early Wynn *                 | 244 |
| 16      | Jim Kaat                     | 237 |
| 17      | Frank Tanana                 | 236 |
| 18      | Gus Weyhing                  | 232 |
| 19      | Tommy John                   | 231 |
| 20      | Bob Friend                   | 230 |
|         | Ted Lyons                    | 230 |
| 22      | Greg Maddux *                | 227 |
| 23      | Ferguson Jenkins *           | 226 |
| 24      | Tim Keefe *                  | 225 |
|         | Red Ruffing *                | 225 |
| 26      | Bobo Newsom                  | 222 |
| 27      | Tony Mullane                 | 220 |
| 28      | Jack Quinn                   | 218 |
| 29      | Sad Sam Jones                | 217 |
| 30      | Charlie Hough                | 216 |
| 31      | Jim McCormick                | 214 |
| 32      | Red Faber *                  | 213 |
| 33      | Paul Derringer               | 212 |
|         | Chick Fraser                 | 212 |
|         | Burleigh Grimes *            | 212 |
| 36      | Mickey Welch *               | 210 |
| 37      | Jerry Koosman                | 209 |
|         | Jamie Moyer                  | 209 |
| 39      | Grover Cleveland Alexander * | 208 |
|         | Kid Nichols *                | 208 |
| 41      | Tom Seaver *                 | 205 |
|         | Vic Willis *                 | 205 |
| 43      | Joe Niekro                   | 204 |
|         | Jim Whitney                  | 204 |
| 45      | Tom Glavine *                | 203 |
| 46      | George Mullin *              | 196 |
|         | Adonis Terry                 | 196 |
| 48      | Claude Osteen                | 195 |
| 49      | Eddie Plank *                | 194 |
|         | Charles Radbourn *           | 194 |
| 51      | Dennis Martinez              | 193 |
| 52      | Mickey Lolich                | 191 |
|         | Rick Reuschel                | 191 |

| Posição | Jogador             | JP  |
| ------- | ------------------- | --- |
|         | Jerry Reuss         | 191 |
|         | Tom Zachary         | 191 |
| 56      | Al Orth             | 189 |
| 57      | Christy Mathewson * | 188 |
| 58      | Mel Harder          | 186 |
|         | Mike Morgan         | 186 |
|         | Jack Morris         | 186 |
| 61      | Earl Whitehill      | 185 |
| 62      | Jim Bunning *       | 184 |
|         | Bullet Joe Bush     | 184 |
|         | Roger Clemens       | 184 |
| 65      | Larry Jackson       | 183 |
|         | Curt Simmons        | 183 |
| 67      | Danny Darwin        | 182 |
|         | Hooks Dauss         | 182 |
|         | Waite Hoyt *        | 182 |
| 70      | Murry Dickson       | 181 |
|         | Dutch Leonard       | 181 |
|         | Rick Wise           | 181 |
| 73      | Lee Meadows         | 180 |
|         | Tim Wakefield       | 180 |
| 75      | Pink Hawley         | 179 |
|         | Dolf Luque          | 179 |
| 77      | John Clarkson *     | 178 |
|         | Wilbur Cooper       | 178 |
| 79      | Bill Dinneen        | 177 |
|         | Livan Hernandez     | 177 |
|         | Rube Marquard *     | 177 |
| 82      | Mike Moore          | 176 |
| 83      | Red Donahue         | 175 |
| 84      | Doyle Alexander     | 174 |
|         | Bob Gibson *        | 174 |
|         | Tom Hughes          | 174 |
|         | Jim Perry           | 174 |
|         | Amos Rusie *        | 174 |
| 89      | Chuck Finley        | 173 |
| 90      | Luis Tiant          | 172 |
| 91      | Dennis Eckersley *  | 171 |
|         | Larry French        | 171 |
| 93      | Ted Breitenstein    | 170 |
|         | Camilo Pascual      | 170 |
| 95      | Billy Pierce        | 169 |
| 96      | Red Ames            | 167 |
|         | Jim Clancy          | 167 |
|         | Bert Cunningham     | 167 |
|         | Red Ehret           | 167 |
| 100     | Don Drysdale *      | 166 |
|         | Howard Ehmke        | 166 |
|         | Catfish Hunter *    | 166 |
|         | Randy Johnson *     | 166 |
|         | George Uhle         | 166 |
|         | Will White          | 166 |